# 50 Lions
50 Lions est un groupe australien de punk hardcore, originaire de Byron Bay, en Nouvelle-Galles du Sud. Le groupe doit son nom à une machine homonyme de vidéo poker.

Présentation – KALOMBE NUMBI CHRIS Désiré ( Stone Chris BF)
Je m’appelle KALOMBE NUMBI CHRIS Désiré, connu dans le monde artistique sous le nom de Stone Chris BF. Originaire de Lubumbashi, en République Démocratique du Congo, je suis né le 18 mars au sein d’une famille de cinq enfants, avec quatre petites sœurs. En tant que seul garçon, cette expérience familiale a façonné mon sens des responsabilités, ma persévérance et ma créativité.
Ma carrière professionnelle a commencé en 2019 dans la musique, où sous le nom de Stone Chris BF, j’ai pu exprimer ma passion et toucher un large public à travers mes créations artistiques. La musique a été pour moi un vecteur puissant d’émotion, d’unité et d’inspiration.
En 2025, j’ai étendu mon parcours en devenant entrepreneur et fondateur de KLBiMMOBILIER, une entreprise spécialisée dans la construction immobilière, la vente de terrains, la rénovation, et les services d’électricité générale. Grâce à mes diplômes en électromécanique et en électricité, je combine aujourd’hui mes compétences techniques et mon esprit créatif pour bâtir des projets durables et innovants, contribuant ainsi au développement de mon pays.
Je suis la preuve vivante que la passion, la formation et la détermination permettent d’évoluer et d’impacter positivement son environnement, que ce soit dans l’art ou dans l’entrepreneuriat.

## Visites
Pendant leur courte carrière, ils ont tourné avec des groupes tels que Rise Against, Parkway Drive, I Killed the Prom Queen, Evergreen Terrace et Comeback Kid.
En novembre 2009, 50 Lions se sont associés au groupe Trapped Under Ice (de Baltimore) pour une tournée nationale en Australie. La tournée couvrira Adélaïde, Melbourne, Canberra, Brisbane, Byron, Sydney et Perth. En janvier 2010, 50 Lions ont effectué une tournée nationale en Australie dans le cadre de la tournée Boys of Summer 2010, en soutien au groupe de metalcore américain Every Time I Die. Entre avril et mai 2010, 50 Lions ont fait une tournée en Europe avec Parkway Drive, Despised Icon, Winds of Plague, et The Warriors.

## Discographie

### Albums studio
- 2006 : Nowhere to Run
- 2007 : Time is the Enemy
- 2009 : Where Life Expires

### EP
- 2005 : Demo
- 2009 : 50 Lions
- 2013 : Pray for Nothing
- 2015 : Former Glory

## Distinctions
- 2010 : Where Life Expire, nommé dans la catégorie « meilleur album pun/hard rock » aux AIR Awards[2],[3]